# 1964 год в авиации
Список событий в авиации в 1964 году.

## События
- 1 февраля — начало эксплуатации пассажирского самолёта Boeing 727.
- 20 мая — первый полёт сельскохозяйственного и транспортного самолёта Ан-2М.
- 23 мая — Постановлением Совета Министров СССР N 444—178, была принята на вооружение система дальней беспилотной фото- и радиотехнической разведки ДБР-1 «Ястреб» (Ту-123).
- 27 июля — первый полёт советского палубного штурмовика Як-36.
- 8 августа — основана швейцарская пилотажная группа Патруль Суисс.
- 9 сентября — первый полёт административного самолёта Beechcraft King Air.
- 10 сентября — первый полёт первого серийного вертолёта Ми-10 (экипаж лётчика-испытателя Р. И. Капрэляна).
- 21 сентября — первый полёт стратегического высотного бомбардировщика XB-70 «Вальки́рия», самолёта который должен был летать со скоростью, соответствующей М=3.
- 21 декабря — первый полёт американского тактического бомбардировщика дальнего радиуса действия F-111.[1]

### Без точной даты
- Основана британская пилотажная группа Красные стрелы.

## Персоны

### Скончались
- 21 июня — Баранов, Вячеслав Григорьевич, генерал-майор, военный лётчик, участник Первой мировой войны, Георгиевский кавалер.